# Rybaki (powiat olsztyński)
Rybaki – wieś w Polsce położona w województwie warmińsko-mazurskim, w powiecie olsztyńskim, w gminie Stawiguda nad zachodnim brzegiem jeziora Łańskiego.
W latach 1975–1998 miejscowość administracyjnie należała do województwa olsztyńskiego. Wieś znajduje się w historycznym regionie Warmia.
W Rybakach znajduje się ośrodek formacyjno-wypoczynkowy Caritas Archidiecezji Warmińskiej. W 2019 odbył się tam Jubileuszowy Zlot Trzydziestolecia Związku Harcerstwa Rzeczypospolitej.